# Vin dans l'Égypte antique
Le vin dans l'Égypte antique est une boisson des classes supérieures de la société. Sa production requérait une attention particulière, et sa consommation révélait un certain prestige. La vigne, tout d'abord étrangère à la flore égyptienne, a été introduite lors de la période prédynastique égyptienne, probablement à partir de Canaan.
L'existence de vignobles privés en Égypte antique est attestée d'abord dans l'Ancien Empire. La représentation des vignes et des travaux viticoles est un motif récurrent des tombes thébaines du Nouvel Empire.

## Origine et importations précoces
On suppose que la première culture de la vigne sauvage (Vitis sylvestris), étrangère à la flore égyptienne, provient de l'espace syro-palestinien, dans lequel la viticulture était dès le quatrième millénaire un élément essentiel de la production agricole. Le vin de la région est importé en Égypte dès l'époque prédynastique.
Le tombeau de Scorpion Ier, découvert en 1988 dans le cimetière U d'Abydos (Umm el-Qaab) par l'Institut archéologique allemand (DAI) et daté de la culture de Nagada (vers -3320) en atteste. Deux chambres du tombeau contenaient environ deux-cents vases importés, qui se distinguent nettement, par leurs formes et matériaux, de la céramique égyptienne contemporaine. Des analyses chimiques ont montré de façon certaine que ces vases ont contenu du vin, mais également des tranches de figues vraisemblablement ajoutées au vin pour l'adoucir ou l'aromatiser. Ulrich Hartung estime que le tombeau, équipé d'environ sept-cents vases d'une contenance individuelle moyenne de six à sept litres, renfermait environ 4 500 litres de vin.

## Vignes

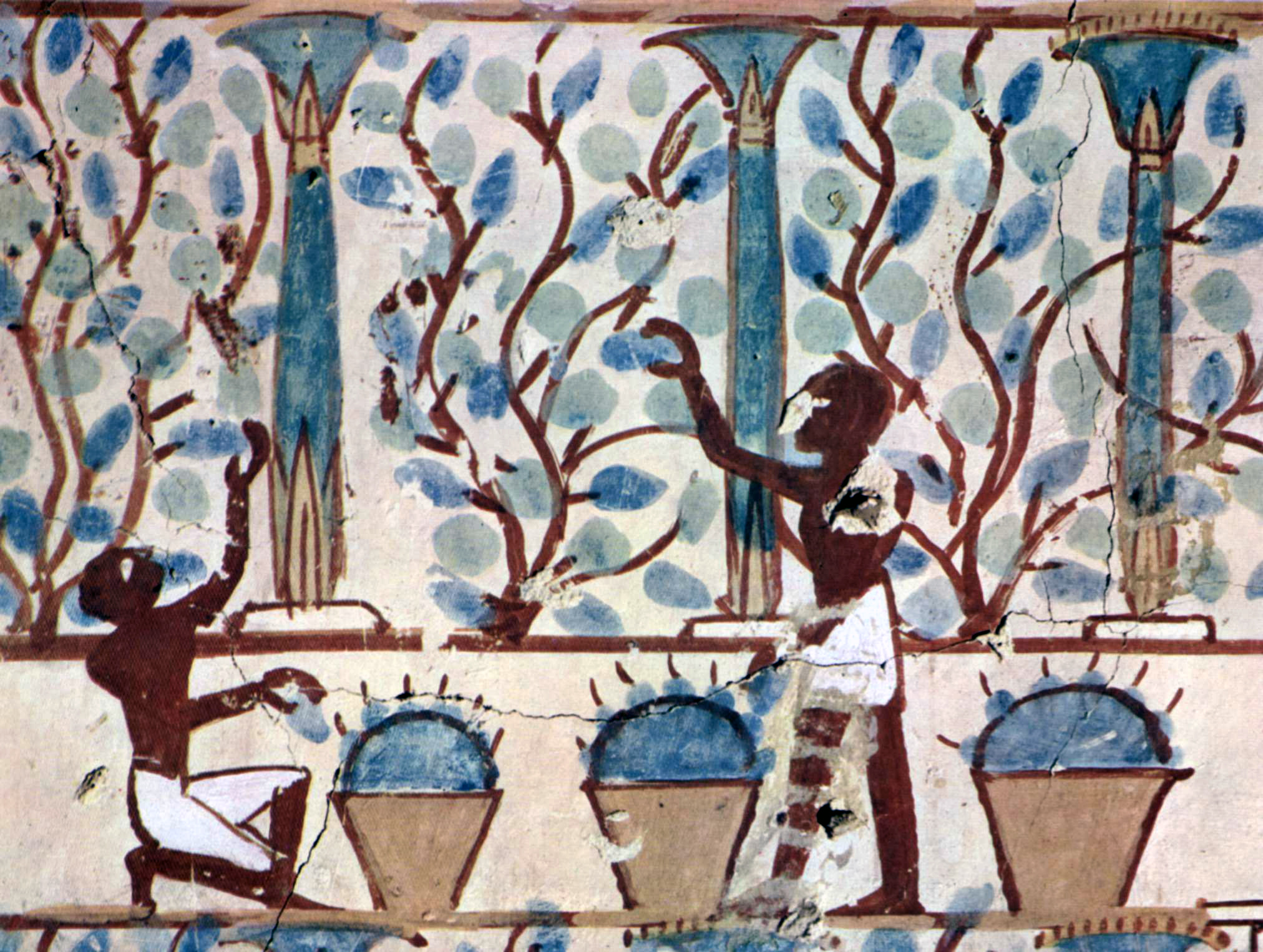
Vendange, représentation du Funéraire du Nebamun

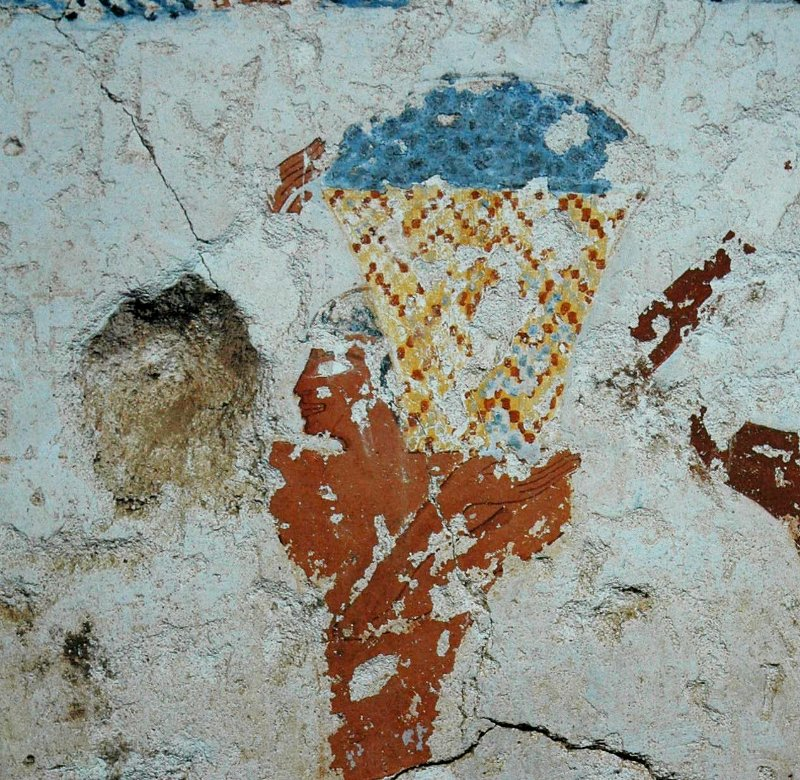
Vinification, tombeau de Inéni (TT81)

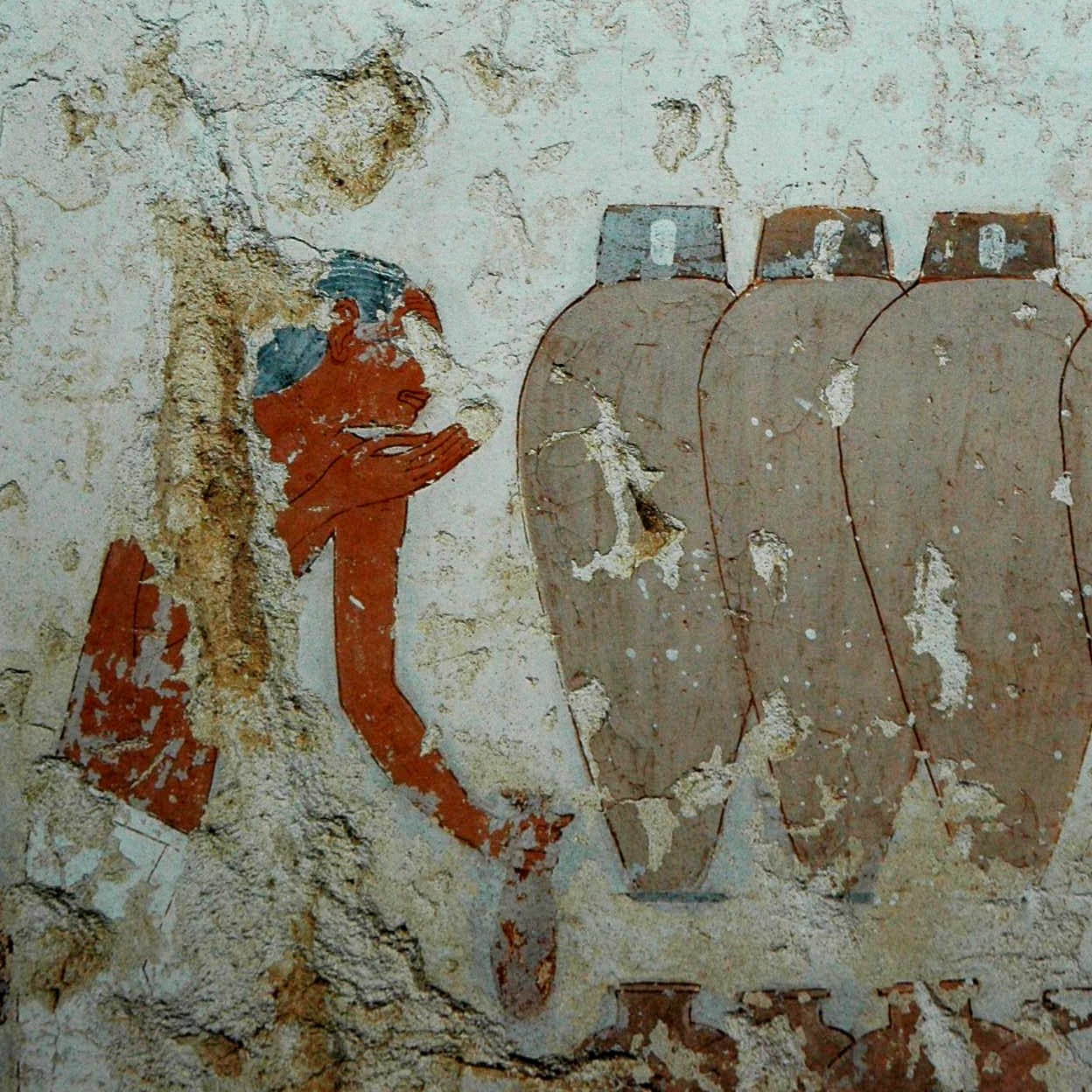
Vinification, tombeau de Inéni (TT81)

Contrairement à la bière, qui pouvait être brassée par un ménage modeste, le vin n'est accessible qu'à une élite restreinte, qui possède son propre vignoble et dispose des outils nécessaires à sa culture et à sa production. La désignation la plus courante de la vigne est le mot kȝmw. Dans sa signification première, le terme signifie un jardin planté non seulement de vignes, mais qui comporte également un étang et un verger d'arbres fruitiers. Les Égyptiens désignaient le terrain planté exclusivement de vignes par le terme kȝmw n jrp.
| M17 | r · p | M43 |

| M17 | r · p | M43 |

La première mention d'un vignoble privé en Égypte provient des inscriptions biographiques de la tombe de Metjen à Saqqarah. Metjen était un haut fonctionnaire de la IVe dynastie, qui possédait dans le delta du Nil un grand domaine, d'une étendue de 11 000 mètres carrés. Le vin a été probablement produit principalement pour l'usage domestique, mais il n'est pas exclu qu'une partie de la production ait été acquittée en impôts auprès de la Cour royale. Ce domaine comportait également un étang, de nombreux arbres fruitiers et des bâtiments agricoles. L'inscription mentionne :

« Une propriété de 200 coudées de longueur et 200 coudées en largeur a été aménagée et équipée, plantée avec de bons arbres ; un très grand étang a été créé ; les figues et les raisins ont été plantés, [...] les arbres et les raisins ont été plantés en grande quantité, et on a fait beaucoup de vin »

— T. G. H. James, The Earliest History of Wine and Its Importance in Ancient Egypt
L'architecture de ces jardins semble n'avoir été que peu modifiée à travers les siècles, car on trouve dans les représentations des tombes thébaines du Nouvel Empire des jardins similaires.

## Production de vin

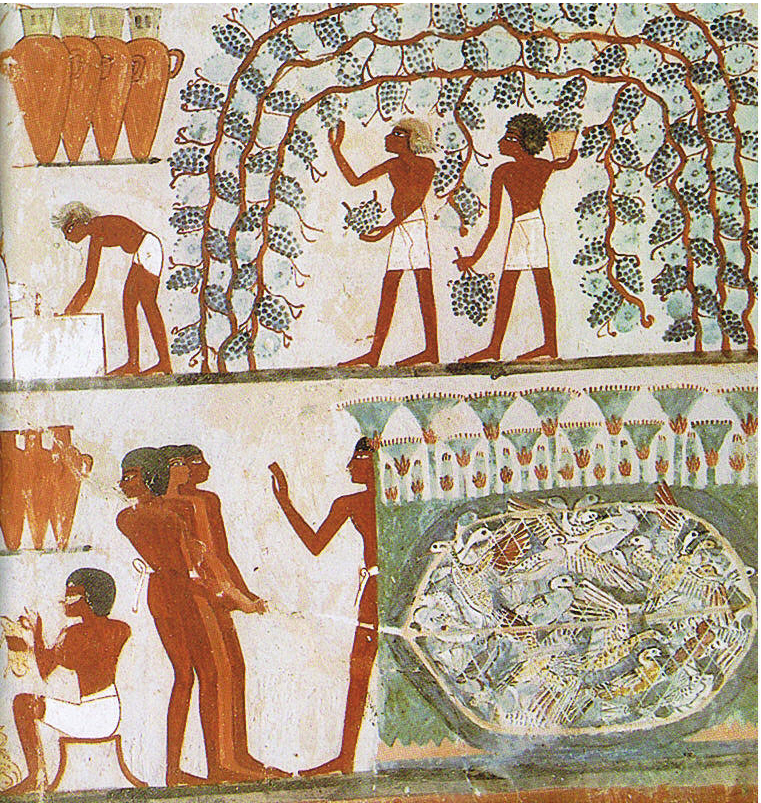
Les vendanges, Tombeau de Nakht (TT52)

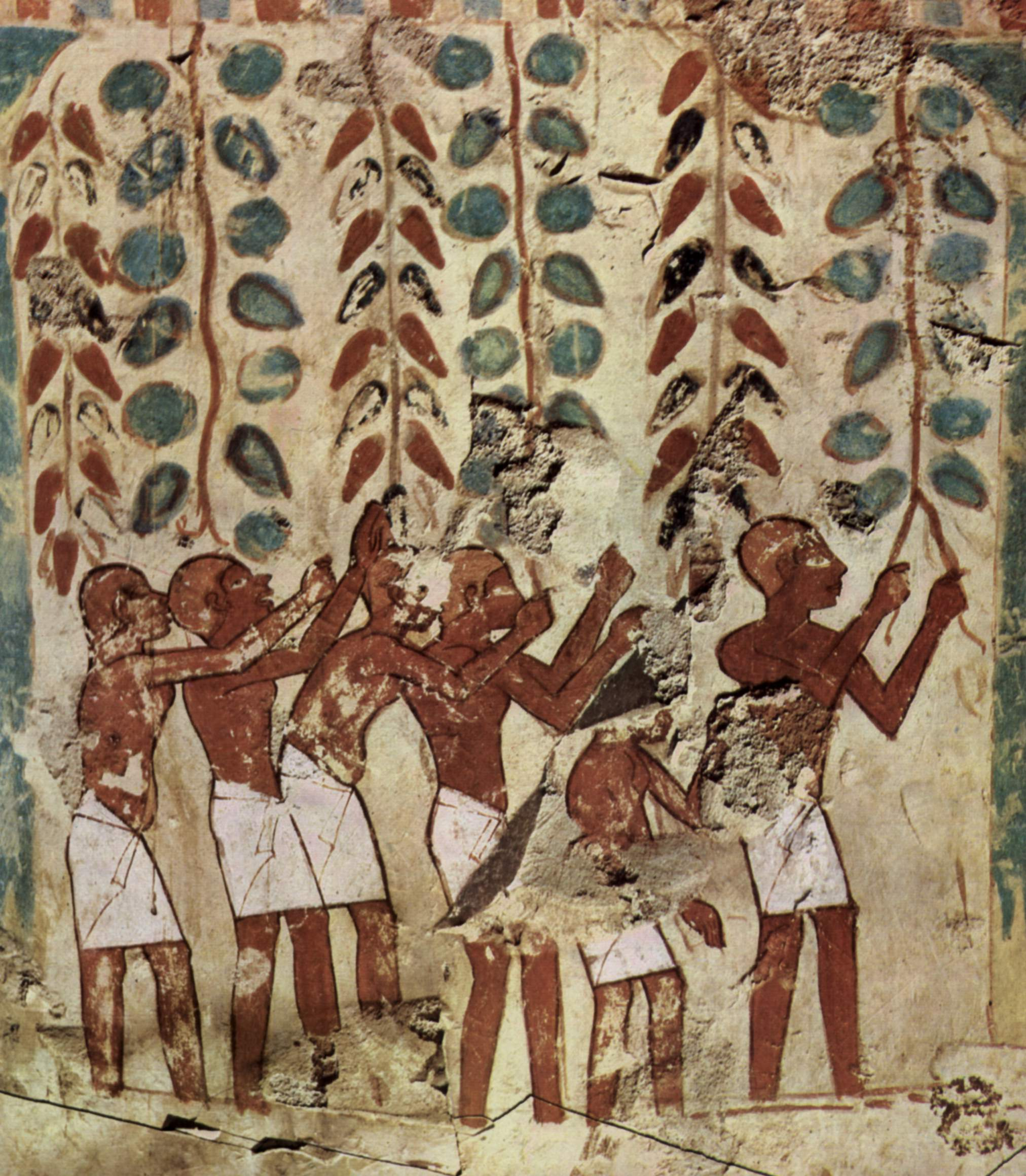
Travaux de la vigne, représentation de la chambre funéraire de Userhat

Parce qu'il n'existait pas de ciseaux, les grappes de raisin étaient cueillies lors des vendanges, ce que certaines inscriptions décrivent comme un arrachement. Les raisins sont ensuite recueillis dans des paniers et amenés à la cuve pour le foulage.
Des barres d'appui transversales, auxquelles les hommes pouvaient s'accrocher, facilitent le foulage.
Le moût de raisin était ensuite travaillé au pressoir à sac, qui consistait en un vaste sac fermé de deux tiges latérales. En tournant ces tiges dans des directions opposées, on exerçait une forte pression sur le sac, et le jus présent dans les grappes s'en échappait vers la cuve.
Le jus était ensuite recueilli dans les amphores que l'on scellait.

## Étiquetage

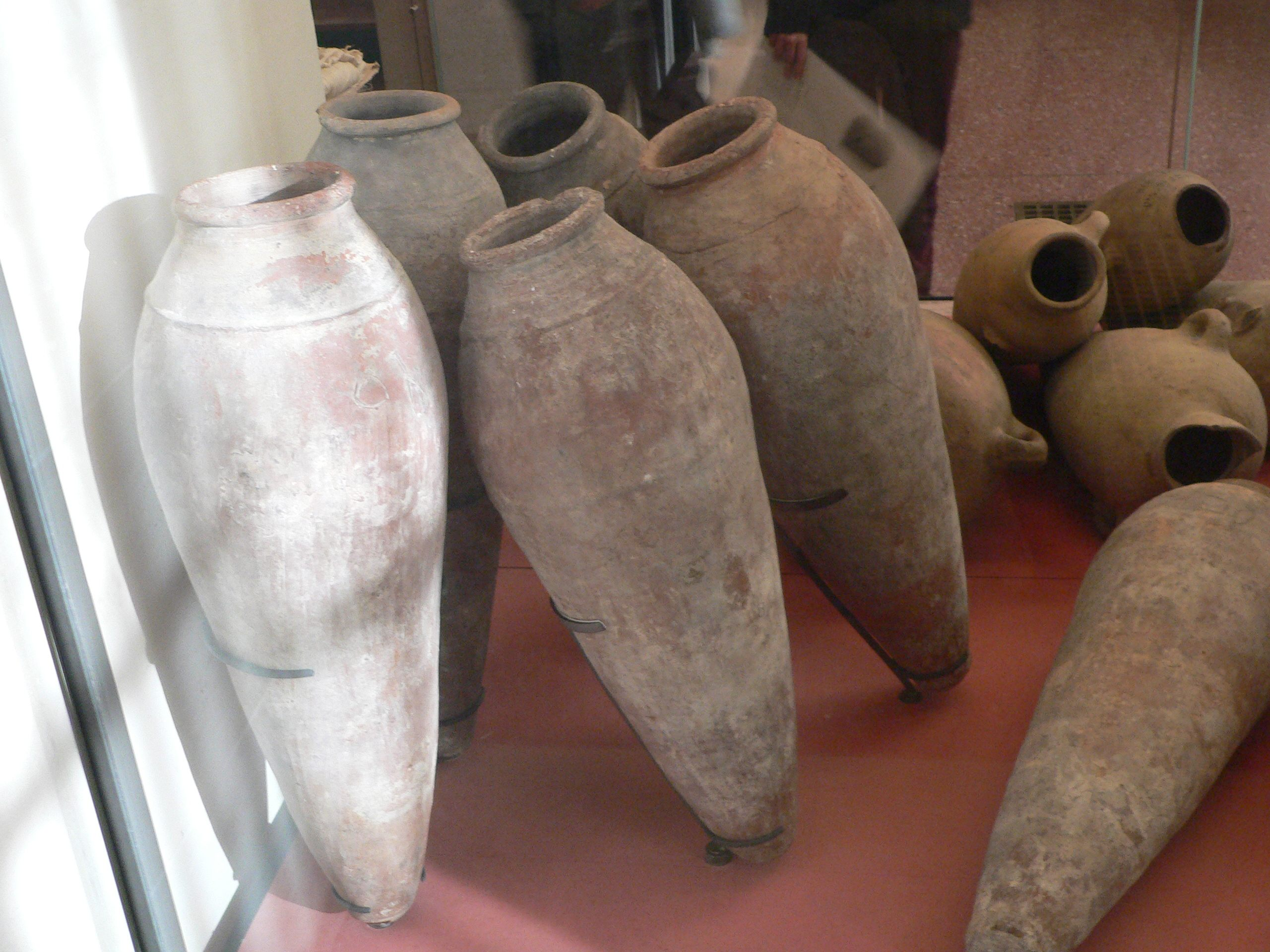
Amphores à vin d'Abydos

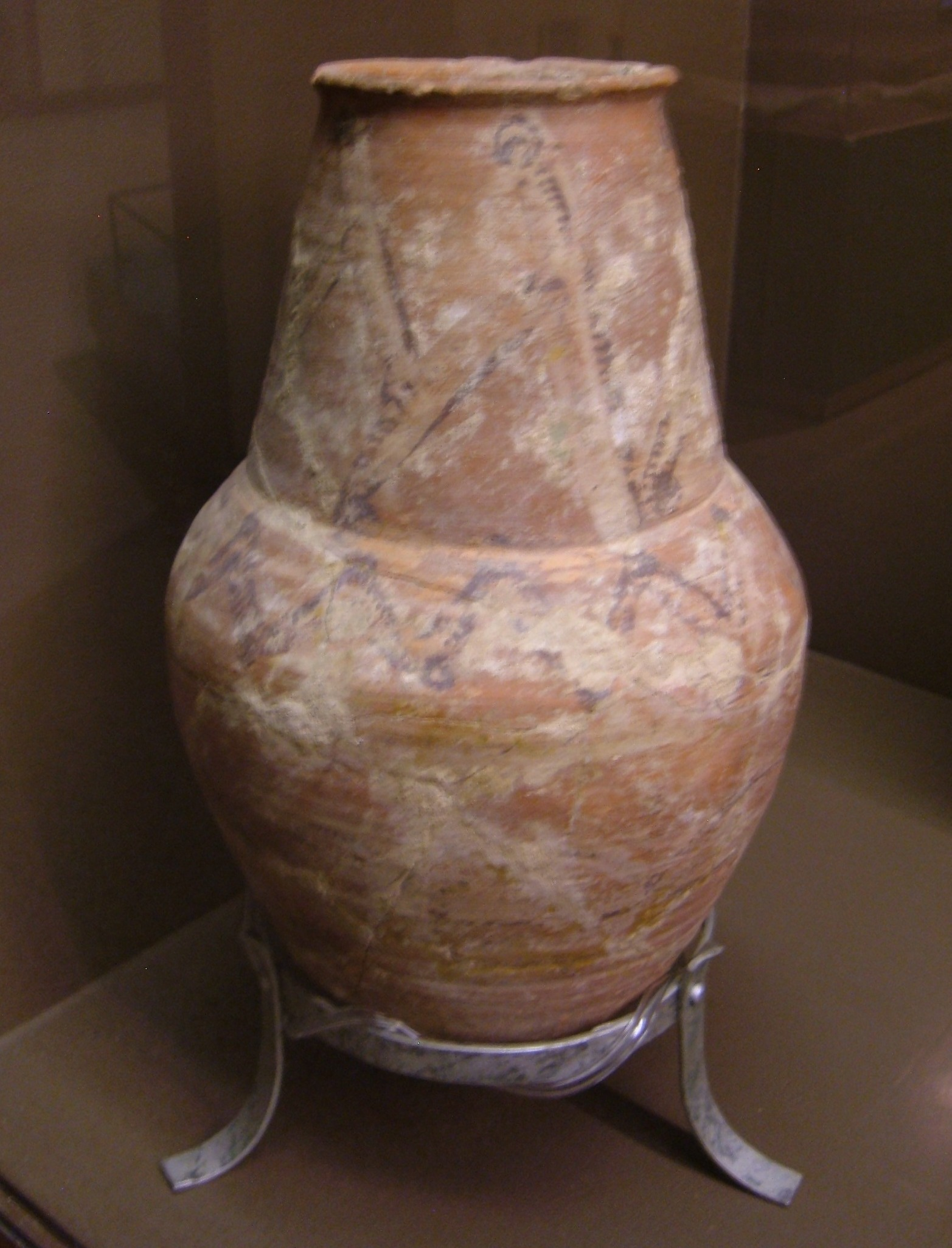
Amphore de la

Sous le Nouvel Empire, les amphores à vin étaient étiquetées très soigneusement d'inscriptions hiératiques. L'un des fonds majeurs d'amphores étiquetées provient de la tombe de Toutânkhamon (KV62). Les inscriptions sur les vingt-six amphores fournissent des indications d'une très grande précision, parmi lesquelles l'année de la vendange, avec la mention de l'année du règne du souverain, la qualité du vin, la provenance des raisins, le propriétaire de la vigne et le nom du vigneron.

## Vignobles
Les inscriptions céramiques fournissent également des renseignements précis sur les vignobles de l'Égypte antique. De nombreuses inscriptions mentionnent les vignes occidentales et orientales du Delta du Nil, en particulier les villes de Bouto et Memphis. Dans les listes de l'Ancien Empire, le terme jrp mhw (le vin de Basse-Égypte) est probablement un terme général pour le vin du Delta. Le sol pierreux et la douceur du climat ont été des conditions idéales pour la viticulture. 
En revanche, on a peu d'Informations sur l'existence de vignobles en Haute-Égypte. On peut supposer que la viticulture obéissait déjà à des exigences élevées, et qu'elle ne se développa réellement que dans les terroirs les plus appropriés, tels le delta. On cultiva cependant la vigne également dans les oasis du désert occidental, à partir du Moyen Empire, ce qui donna naissance à un vin particulièrement populaire, le vin de l'oasis Al-Bahariya,.

## Consommation de vin
Si dans l'Ancien Empire, le vin restait d'un accès difficile, les progrès dans la production et l'acheminement ont permis d'étendre sa consommation, dans le nouvel empire, à un plus grand nombre. Posséder sa propre cave à vin reste un signe de prestige : les inscriptions provenant de Deir el-Médineh montrent que le vin, à l'époque ramesside, reste environ cinq à dix fois plus cher que la bière.
La consommation de vin se développe cependant. Un messager royal, sous Séthi Ier, qui encadrait mille ouvriers dans les carrières du Gebel Silsileh, rend compte de l'approvisionnement en denrées alimentaires pour lui et ses hommes, en y incluant le vin. Ramsès II, tel qu'il est mentionné sur une stèle de calcaire, témoigne de son intérêt et de sa préoccupation pour ses artisans en indiquant qu'il les rémunère également en nourriture, habits et vin. Les prêtres et les soldats ont été régulièrement approvisionnés en vin. Le papyrus Harris montre que le temples notamment reçoivent des contributions importantes sous forme de livraisons de vin.
On peut supposer que les fêtes sont le lieu d'une consommation de vin bien plus élevée que la vie quotidienne. Le vin jouait un rôle essentiel lors de la célébration du nouvel an égyptien, ou lors de la Belle fête de la vallée, comme lors de l'inondation du delta. La boisson et l'ivresse étaient alors centrales. Hérodote rapporte que lors des fêtes du nouvel an dans Bubastis (Tell Basta), plus de vin avait été bu que tout au long de l'année écoulée.

## Utilisation médicale
Les textes médicaux montrent que le vin, à côté de l'eau et de la bière, était l'un des principaux remèdes, parce que l'on y dissolvait les plantes médicinales. Les boissons alcoolisées étaient sans doute également considérées comme médicaments en soi. Le vin a été en outre utilisé dans les onguents, les lavements et les bandages. Il était appliqué en usage externe dans le cas d'enflures.

## Signification mythologique
Dans les textes des pyramides, le vin est un élément majeur de la cérémonie d'inhumation, et l'essentiel de la boisson du souverain dans l'au-delà. Le vin est également décrit comme la boisson des dieux, le souverain défunt devant au jardin des dieux.
La boisson divine est associée aux dieux Osiris et Chesmou. Osiris est qualifié de seigneur du vin pendant la Fête Ouag, ce qui peut signifier qu'Osiris est le donateur du banquet du vin.
Chesmou, le dieu du pressoir, est également associé au parfum, aux baumes et produits cosmétiques. Originellement, il est associé aux vendanges. Par analogie avec la force destructrice du pressoir, Chesmou est parfois représenté par l'image du boucher.
Le vin a été aussi souvent comparé au sang.